# Ронкоскаљија (Модена)
Ронкоскаљија је насеље у Италији у округу Модена, региону Емилија-Ромања.
Према процени из 2011. у насељу је живело 134 становника. Насеље се налази на надморској висини од 913 м.